# Баз Багадур
Баз Багадур — останній султан Малави.

## Життєпис

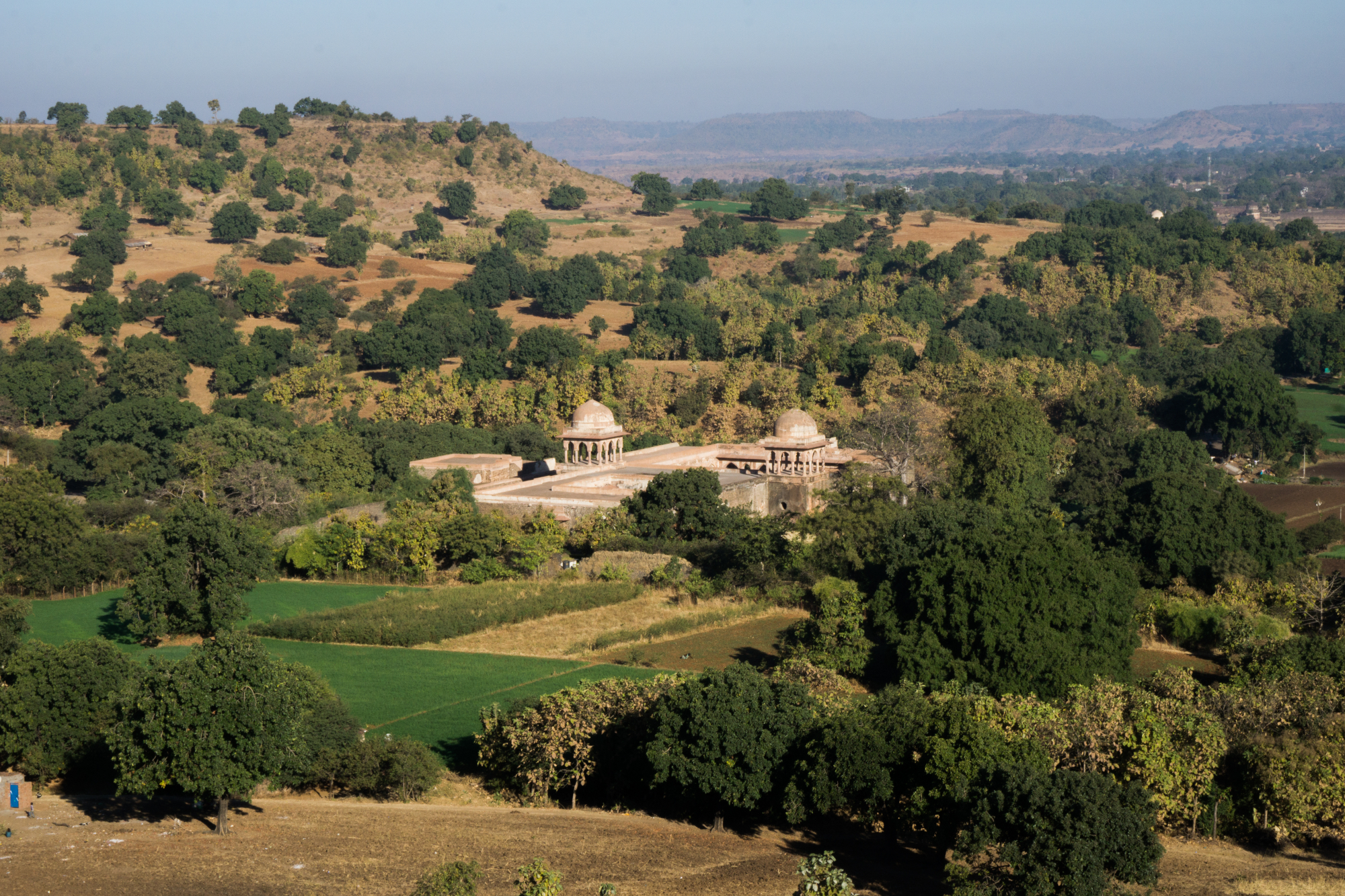
Баз Багадур палац

Став відомим завдяки своєму коханню до поетеси й танцівниці Рупаматі. Він зробив її однією зі своїх дружин.
1560 року Акбар I Великий відрядив військо підкорити Малаву. Воно завдало першої значної поразки військам База Багадура. Остаточної поразки Баз Багадур зазнав 1562 року. Після цього султан утік до Чітторгарха.
Довідавшись про поразку свого коханого, Рупаматі покінчила з життям. Такий вчинок виходив за межі, прийнятні у раджпутському суспільстві, але з часом легенда про їхнє кохання була сильно ідеалізованою.